# Chazaw
Chazaw (hebräisch חָצָב) ist eine Ortschaft in Israel. Sie liegt im Südbezirk und ist Teil der Regionalverwaltung Beer Tuvia.

## Lage und Umgebung
Chazaw ist zwischen Gedera und Be’er Scheva gelegen.

## Beschreibung
Der Ort hat 1467 Einwohner (Stand 2018). Der Ort besteht aus zwei Teilen, so das Landwirtschaftsgebiet und die "Gelben Quadrate", die Wohnungen für neue Einwohner umfasst.

## Geschichte
Der Ort wurde 1949 von Flüchtlingen aus Tripolis gegründet; darunter auch Ben-Zion Chalfon.